# Paradorydium elongatum
Paradorydium elongatum är en insektsart som beskrevs av Naudé 1926. Paradorydium elongatum ingår i släktet Paradorydium och familjen dvärgstritar. Inga underarter finns listade i Catalogue of Life.